# Flecha Valona 2022
La 86.ª edición de la clásica ciclista Flecha Valona fue una carrera en Bélgica que se celebró el 20 de abril de 2022 con inicio en la ciudad de Blegny situada en Valonia, en la provincia de Henao, y final en el municipio de Huy sobre un recorrido de 202,1 kilómetros.
La carrera, además de ser la segunda clásica de las Ardenas, forma parte del UCI WorldTour 2022, siendo la décimo sexta carrera de dicho circuito del calendario ciclístico de máximo nivel mundial. El vencedor fue el belga Dylan Teuns del Bahrain Victorious y estuvo acompañado en el podio por el español Alejandro Valverde del Movistar y el ruso Aleksandr Vlasov del Bora-Hansgrohe.

## Equipos participantes
Tomaron parte en la carrera 25 equipos: 18 de categoría UCI WorldTeam y 7 de categoría UCI ProTeam. Formaron así un pelotón de 175 ciclistas de los que acabaron 140. Los equipos participantes fueron:
| WorldTeams (18)- AG2R Citroën Team - Astana Qazaqstan Team - Bahrain Victorious - Bora-Hansgrohe - Cofidis - EF Education-EasyPost - Groupama-FDJ - Ineos Grenadiers - Intermarché-Wanty-Gobert Matériaux - Israel-Premier Tech - Jumbo-Visma - Lotto-Soudal - Movistar Team - Quick-Step Alpha Vinyl - BikeExchange-Jayco - Team DSM - Trek-Segafredo - UAE Team Emirates ProTeams (7)- Alpecin-Fenix - Arkéa-Samsic - B&B Hotels-KTM - Bingoal Pauwels Sauces WB - TotalEnergies - Sport Vlaanderen-Baloise - Uno-X Pro Cycling Team |
| |

## Clasificación final
- La clasificación finalizó de la siguiente forma:[2]

### Clasificación general
| \| Clasificación general \| Clasificación general \| Clasificación general \| Clasificación general \| Clasificación general \| \| Ciclista \| Ciclista \| Equipo \| Tiempo \| \| \| --------------------- \| -------------------------- \| ---------------------------------- \| --------------------- \| --------------------- \| \| 1.º \| Dylan Teuns \| Bahrain Victorious \| 4 h 42 min 12 s \| \| \| 2.º \| Alejandro Valverde \| Movistar Team \| + 2 s \| \| \| 3.º \| Aleksandr Vlásov \| Bora-Hansgrohe \| + 2 s \| \| \| 4.º \| Julian Alaphilippe \| Quick-Step Alpha Vinyl \| + 5 s \| \| \| 5.º \| Daniel Felipe Martínez \| Ineos Grenadiers \| + 7 s \| \| \| 6.º \| Michael Woods \| Israel-Premier Tech \| + 7 s \| \| \| 7.º \| Ruben Guerreiro \| EF Education-EasyPost \| + 7 s \| \| \| 8.º \| Rudy Molard \| Groupama-FDJ \| + 7 s \| \| \| 9.º \| Warren Barguil \| Arkéa-Samsic \| + 7 s \| \| \| 10.º \| Alexis Vuillermoz \| TotalEnergies \| + 7 s \| \| \| 11.º \| Tiesj Benoot \| Jumbo-Visma \| + 7 s \| \| \| 12.º \| Tadej Pogačar \| UAE Team Emirates \| + 7 s \| \| \| 13.º \| Benoît Cosnefroy \| AG2R Citroën Team \| + 7 s \| \| \| 14.º \| Nick Schultz \| Team BikeExchange-Jayco \| + 7 s \| \| \| 15.º \| Domenico Pozzovivo \| Intermarché-Wanty-Gobert Matériaux \| + 7 s \| \| \| 16.º \| Jesús Herrada \| Cofidis \| + 15 s \| \| \| 17.º \| Quentin Pacher \| Groupama-FDJ \| + 17 s \| \| \| 18.º \| Mattias Skjelmose \| Trek-Segafredo \| + 21 s \| \| \| 19.º \| Neilson Powless \| EF Education-EasyPost \| + 24 s \| \| \| 20.º \| Tobias Halland Johannessen \| Uno-X Pro Cycling Team \| + 24 s \| \| |                            |                                    |                 |
| |                            |                                    |                 |
| Fuente: ProCyclingStats |                            |                                    |                 |
| Clasificación general |                            |                                    |                 |
| Ciclista | Ciclista                   | Equipo                             | Tiempo          |
| 1.º | Dylan Teuns                | Bahrain Victorious                 | 4 h 42 min 12 s |
| 2.º | Alejandro Valverde         | Movistar Team                      | + 2 s           |
| 3.º | Aleksandr Vlásov           | Bora-Hansgrohe                     | + 2 s           |
| 4.º | Julian Alaphilippe         | Quick-Step Alpha Vinyl             | + 5 s           |
| 5.º | Daniel Felipe Martínez     | Ineos Grenadiers                   | + 7 s           |
| 6.º | Michael Woods              | Israel-Premier Tech                | + 7 s           |
| 7.º | Ruben Guerreiro            | EF Education-EasyPost              | + 7 s           |
| 8.º | Rudy Molard                | Groupama-FDJ                       | + 7 s           |
| 9.º | Warren Barguil             | Arkéa-Samsic                       | + 7 s           |
| 10.º | Alexis Vuillermoz          | TotalEnergies                      | + 7 s           |
| 11.º | Tiesj Benoot               | Jumbo-Visma                        | + 7 s           |
| 12.º | Tadej Pogačar              | UAE Team Emirates                  | + 7 s           |
| 13.º | Benoît Cosnefroy           | AG2R Citroën Team                  | + 7 s           |
| 14.º | Nick Schultz               | Team BikeExchange-Jayco            | + 7 s           |
| 15.º | Domenico Pozzovivo         | Intermarché-Wanty-Gobert Matériaux | + 7 s           |
| 16.º | Jesús Herrada              | Cofidis                            | + 15 s          |
| 17.º | Quentin Pacher             | Groupama-FDJ                       | + 17 s          |
| 18.º | Mattias Skjelmose          | Trek-Segafredo                     | + 21 s          |
| 19.º | Neilson Powless            | EF Education-EasyPost              | + 24 s          |
| 20.º | Tobias Halland Johannessen | Uno-X Pro Cycling Team             | + 24 s          |

## Ciclistas participantes y posiciones finales
Convenciones:
- AB: Abandono
- FLT: Retiro por llegada fuera del límite de tiempo
- NTS: No tomó la salida
- DES: Descalificado o expulsado

## UCI World Ranking
La Flecha Valona otorgó puntos para el UCI World Ranking para corredores de los equipos en las categorías UCI WorldTeam, UCI ProTeam y Continental. Las siguientes tablas son el baremo de puntuación y los diez corredores que obtuvieron más puntos:
| Posición   | 1.º | 2.º | 3.º | 4.º | 5.º | 6.º | 7.º | 8.º | 9.º | 10.º | 11.º | 12.º | 13.º | 14.º | 15.º | 16.º-20.º | 21.º-30.º | 31.º-50.º | 51.º-55.º | 56.º-60.º |
| Puntuación | 400 | 320 | 260 | 220 | 180 | 140 | 120 | 100 | 80  | 68   | 56   | 48   | 40   | 32   | 28   | 24        | 16        | 8         | 4         | 2         |

| Clasificación |                        |                        |        |
| Posición      | Ciclista               | Equipo                 | Puntos |
| ------------- | ---------------------- | ---------------------- | ------ |
| 1.º           | Dylan Teuns            | Bahrain Victorious     | 400    |
| 2.º           | Alejandro Valverde     | Movistar               | 320    |
| 3.º           | Aleksandr Vlasov       | Bora-Hansgrohe         | 260    |
| 4.º           | Julian Alaphilippe     | Quick-Step Alpha Vinyl | 220    |
| 5.º           | Daniel Felipe Martínez | INEOS Grenadiers       | 180    |
| 6.º           | Michael Woods          | Israel-Premier Tech    | 140    |
| 7.º           | Ruben Guerreiro        | EF Education-EasyPost  | 120    |
| 8.º           | Rudy Molard            | Groupama-FDJ           | 100    |
| 9.º           | Warren Barguil         | Arkéa Samsic           | 80     |
| 10.º          | Alexis Vuillermoz      | TotalEnergies          | 68     |